# 阿旺赤烈嘉措
阿旺赤烈嘉措（藏語：ངག་དབང་འཕྲིན་ལས་རྒྱ་མཚོ་，威利转写：ngag dbang 'phrin las rgya mtsho，1688年—1738年），安多地区洮州（今甘肃卓尼）人，清朝藏传佛教僧人，禅定寺第二任堪布。
阿旺赤烈嘉措为卓尼第十代土司杨威（罗桑顿珠）之子。幼时进入禅定寺出家，拜师阿旺索南。1710年出任禅定法台。1713年进京觐见康熙帝，康熙帝封其为国师并赐“禅定寺”匾额。此后继续拜师习经，通显密二宗。1721年，在其兄、卓尼第十一代土司杨汝松（摩哨贡布）帮助下开始刻制大藏经《甘珠尔》印版，并于1731年完成。1738年藏历一月十九日去世。